# Incendio del Almacén Vida
El incendio del Almacén Vida, fue una tragedia que tuvo lugar en Bogotá, Colombia, el martes 16 de diciembre de 1958. El fuego, de origen accidental, produjo la muerte por intoxicación a 88 personas, y según estimaciones de los propietarios del almacén, las pérdidas materiales ascendieron a más de medio millón de pesos colombianos de la época.
Constituye el segundo incendio más mortífero de la historia de Colombia, después del incendio de Sandoná de 1940.

## El almacén
El Almacén Vida estaba ubicado entre las calles 12 y 13 sobre la Carrera Séptima en la La Candelaria, Bogotá. La construcción de varios pisos, se levantaba cerca del edificio Manuel Murillo Toro.
Ese sector formaba una de las principales zonas comerciales de la ciudad en la época. En 1948, esa parte de la ciudad fue epicentro de los desórdenes conocidos como el Bogotazo que habían provocado incendios en numerosos edificios.
El Almacén Vida contaba con otras sucursales.

## El incendio
A pesar de ser un martes, la zona comercial contaba ese día con una afluencia considerable de personas debido a la proximidad de la Navidad.
Pocos minutos después de las 17 horas, un cortocircuito hizo explotar unas bombillas que se encontraban en la parte central del almacén, en un punto donde se vendían artículos eléctricos y adornos para pesebres de Navidad. Esto ocasionó que varias personas quedasen atrapadas entre ese punto y el fondo del local.
Un número indeterminado de personas logró escapar por la salida principal del almacén, evitando quedar atrapadas en la parte posterior que no contaba con salida.
La totalidad del cuerpo de bomberos de la ciudad se desplazó al sitio. Si bien las labores de rescate se iniciaron al anochecer, los bomberos no contaban con suficiente dotación para iluminar el lugar.
El almacén contaba con varios extintores que las víctimas no pudieron utilizar por razones desconocidas.
Según declaraciones de varios empleados del almacén, recogidas por el  periódico El Siglo, una vez iniciado el incendio el personal recibió la orden de permanecer en sus puestos de trabajo. Otras personas afirmaron que las puertas del local estaban cerradas durante los primeros minutos de la conflagración, sin embargo, los bomberos confirmaron que el almacén se encontraba abierto cuando ellos llegaron al sitio.

## Víctimas
88 personas murieron por intoxicación con monóxido de carbono. La mayor parte de las víctimas eran mujeres y el segundo grupo estaba compuesto por menores de edad.
De las 126 mujeres que trabajaban para el Almacén Vida, 37 resultaron víctimas fatales. También se cuentan seis miembros de una misma familia, clientes del almacén.
De las personas que buscaron refugio en el interior del almacén, Victoria Celis Gómez fue la única sobreviviente. La joven reaccionó a un tratamiento de respiración artificial que le fue suministrado en una clínica.
La mayor parte de cadáveres fueron reconocidos en los diferentes hospitales de la ciudad, adonde habían sido llevados los afectados. Alrededor de treinta cuerpos fueron enviados al Instituto Nacional de Medicina Legal, donde fueron reconocidos posteriormente.

## Reacciones
Francia envió 100 recipientes de plasma sanguíneo a iniciativa de la federación de veteranos de ese país.
El entonces alcalde mayor de Bogotá Juan Pablo Llinás, decretó tres días de duelo. El gobierno nacional declaró la catástrofe duelo nacional, lo que no había sucedido desde la explosión de Cali en 1956.
Luego del incendio, el Mayor de la Policía Alberto Bernal García quien representaba al Cuerpo de Bomberos Permanentes de Bogotá y considerando mejorar la capacidad de respuesta de los bomberos con el mayor número de hombres posible, se reúne con algunos notables de la época y toman la iniciativa de fundar el Cuerpo de Bomberos Voluntarios de Bogotá el 12 de febrero de 1959, adquiriendo personería jurídica del Ministerio de Justicia el 9 de agosto de 1960.